# Christopher Haskins, Baron Haskins
Christopher Robin Haskins, Baron Haskins (* 30. Mai 1937 in Dublin, Irland), ist ein britischer Geschäftsmann und ehemaliges Mitglied der Labour Party.

## Leben
Er ist Sohn eines Landwirts. Er studierte am St Columba’s College (Dublin) und Trinity College (Dublin), wo er zu den radikalen Studenten gehörte und Mitglied der Campaign for Nuclear Disarmament war. Er graduierte in Moderner Geschichte und zog in Erwägung, Journalist zu werden. Haskins war kurzfristig bei De La Rue beschäftigt, wurde aber wieder entlassen. Daraufhin heiratete er seine Jugendliebe.
Ihr Vater Alec Horsley stimmte der Heirat zu, unter der Bedingung, dass er in das Familienunternehmen eintrete, die in Yorkshire beheimatete Northern Dairies. Nachdem er auf einer Milchfarm in Irland gearbeitet hatte, trat er 1962 in das Unternehmen ein. Haskins sah den Bedarf für hochwertige Lebensmittelprodukte und wandelte das Unternehmen um in Northern Foods, zu deren Marken unter anderem Ski yoghurt und Bowyers sausages zählen. Marks and Spencer wurde zum größten Kunden für Convenience-Food-Produkte. Haskins wurde 1967 Direktor, 1974 stellvertretender Vorstand und war von 1980 bis 2002 Vorstand.
1998 wurde er als Baron Haskins, of Skidby, in the County of the East Riding of Yorkshire, zum Life Peer erhoben, und zog für die Labour Party ins House of Lords. 2001 managte er im Auftrag von Premierminister Tony Blair die Eindämmung der Maul- und Klauenseuche, die damals in Großbritannien wütete. Im August 2005 wurde bekannt, dass er 2500 £ für die Wahlkampagne des Liberaldemokraten Danny Alexander gespendet hatte. Er wurde daraufhin aus der Partei ausgeschlossen. Er sitzt nun als Crossbencher im House of Lords.
Er war Vorsitzender der Better Regulation Task Force und Mitglied der New Deal Task Force. Er ist Pro-Europäer und führendes Mitglied der Britain-in-Europe-Kampagne, ist im House of Lords European Sub-Committee und Vorsitzender der Europabewegung. Er ist Mitglied bei Yorkshire Forward und Vorstand des Führungsgremiums der Open University.
Haskins lebt auf einer großen Farm in Skidby, Yorkshire.